# Mimosaimia fruhstorferi
Mimosaimia fruhstorferi là một loài bọ cánh cứng trong họ Cerambycidae.